# 나라사랑카드
나라사랑카드는 대한민국 병무청에서 병역판정검사 시 2007년부터 2015년까지는 신한은행(신한카드), 2015년부터는 KB국민은행(KB국민카드) 또는 중소기업은행(비씨카드)을 통해 발급받는 다기능 스마트카드로, 병역증, 전자통장, 체크카드, 현금카드, 전역증, 신분증 기능을 한다. 이전에는 신한은행(신한카드)에서 발급하였으나 2015년 12월 18일에 발급이 중지되었고, 21일부터는 2차 사업이 시작되어 KB국민은행(KB국민카드)과 중소기업은행(비씨카드)에서 발급한다. 따라서 신한카드의 나라사랑카드를 분실, 파손했을 시, 신한은행의 계좌를 그대로 사용하고 싶다면 신한카드의 다른 체크카드 상품으로 발급받아야 한다.

## 발급
병역판정검사 규정 제18조(병역판정검사 대상자 인접 및 나라사랑카드 교부)에 따라 심리검사 사무원이 징병검사장에 도착한 징병검사 대상자를 인접하여 주민등록증이나 운전면허증 또는 여권 등 공적 신분증을 제시받아 본인여부를 확인한 후 나라사랑카드 발행 전산화면에 주민등록번호를 입력하고 등록이 완료되면 나라사랑카드를 교부한다.
발급받지 못한 남성들도 전역한 후를 포함하여 병무청 병역판정검사장 및 각 카드사에서 발급할 수 있으며 최초 도입시기인 2007년 기준으로 병역판정검사(징병검사)를 받은 1988년 이후 출생자들은 당시에 나라사랑카드를 발급받지 않았다 하더라도 언제든 발급을 신청할 수 있다. 재발급의 경우 병무청 또는 은행 지점 방문을 통해 신청할 수 있다.

## 기능과 혜택[3][4]

### 군 복무

#### 군 입대 전
- 병역판정검사용 신분인식 카드 및 징병검사여비 입금계좌로 사용
- 병역증으로 사용(병역법 제7조에 의거 대체발급)
- 입영통지서 e-mail 수신, 입영여비 입금계좌로 사용

#### 군 복무 시
- 군 봉급 입금계좌로 사용
- 군부대 영내 각종 복지시설(PX)의 결제수단으로 사용
- 전역증으로 사용(병역법 제7조에 의거 대체발급)

#### 전역 후
- 예비군 훈련소집 인터넷 예약시 신분 인증용
- 예비군 동원훈련 통지서 e-mail 수신용으로 사용
- 예비군 훈련여비 입금계좌로 사용

### 국민경제 활동 시
- 현금카드 기능 : 현금 입출금
- 공인전자인증 기능 : 인터넷뱅킹 및 전자정부 민원 처리시 신분인증(IC카드, 스마트카드 리더기 사용시)
- 전자통장 기능
- 후불교통카드 기능 : 수도권 및 비수도권(부산, 울산, 대전, 대구, 광주 등) 지역 도시철도, 버스, 택시
- 체크카드 기능
- CU, GS25 편의점과 각종 문화 시설 요금 할인, 전화 요금 할인

## 역사
- 2007년 1월 29일, 전국 10개 징병검사장에서 예비병역 의무자들에게 신한은행(신한카드) 나라사랑카드를 처음 발급을 시작하였다.[5][6]
- 2009년 2월 16일, 충전식 선불 교통카드 기능이 추가되었다.
- 2010년 4월 1일, 새롭게 변경한 디자인으로 발급하였다.[6]
- 2011년 4월 26일, 102보충대에서는 현역병 또는 모집병(기술행정병) 입영자에 대하여 징병검사시 발급받은 나라사랑카드로 본인여부를 확인한 후 입영하도록 입영절차를 개선하였다.[7]
- 2012년 5월 21일, 해·공군 현역병 입영자에 대하여 나라사랑카드를 활용한 신분확인 및 인도·인접을 전면 시행하였다.[8]
- 2015년 12월 18일 신한은행(신한카드) 나라사랑카드 발급 종료
- 2015년 12월 21일 KB국민은행(KB국민카드), 중소기업은행(비씨카드) 나라사랑카드 발급개시